# Mr. Toots' Tooth
Mr. Toots' Tooth è un cortometraggio muto del 1913 diretto da Charles M. Seay.

## Produzione
Il film fu prodotto dalla Edison Company.

## Distribuzione
Distribuito dalla General Film Company, il film - un cortometraggio in 200 metri - uscì nelle sale cinematografiche degli Stati Uniti il 1º ottobre 1913. Nelle proiezioni, veniva programmato con il sistema dello split reel, accorpato in un'unica bobina con un altro cortometraggio prodotto dalla Edison, il documentario Damascus and the Ruins of Baalbek.